# Klub Škabrnjana
Klub Škabrnjana osnovali su škabrnjski studenti sa Sveučilišta u Zagrebu 2005. godine. 

## Djelatnost
Osnovni razlog osnivanja Kluba je stvaranje formalno-pravnog temelja ili okvira za već postojeće aktivnostu,  kao i one koji će biti realizirani u budućem vremenu. Klub Škabrnjana je kao udruga registriran pri Gradskom uredu za opću upravu grada Zagreba i počeo egzistirati danom 28. studenog 2005. godine.  Karakter udruge definiran je zakonom o udrugama, što znači da je Klub definiran kao neovisna, neprofitna i nepolitička pravna osoba.
Iako je Klub registriran u Zagrebu, član Kluba može postati svaki Škabrnjanac, kao i oni podrijetlom iz Škabrnje bez obzira na prebivalište.  
Djelatnosti udruge su (prema statutu) iniciranje i potpomaganje humanitarnih akcija koje organizira općina Škabrnja, sa svrhom unapređenja života u općini Škabrnja; održavanje stanih veza sa Škabrnjom; okupljanje, upoznavanje i povezivanje svih žitelja Škabrnje i drugih građana koji osjećaju blisku povezanost sa Škabrnjom ili su simpatizeri Škabrnje; proširenje spoznaja i redovito praćenje društvenih, gospodarskih, kulturnih; umjetničkih, znanstvenih i drugih događaja, udruga i pojedinaca s područja općine Škabrnja; informiranje javnosti o radu Kluba i općine Škabrnja, te njezinih mještana; promicanje interesa Škabrnje i RH; izdavanje knjiga i časopisa, iz područja svoje djelatnosti; njegovanje lijepih tradicija i običaja Škabrnje i dr.